# Panesthia bougainvillensis
Panesthia bougainvillensis är en kackerlacksart som beskrevs av Roth, L. M. 1979. Panesthia bougainvillensis ingår i släktet Panesthia och familjen jättekackerlackor. Inga underarter finns listade i Catalogue of Life.